# 弗雷德里克·霍普金斯
弗雷德里克·哥蘭·霍普金斯爵士，OM，FRS（英語：Sir Frederick Gowland Hopkins，1861年6月20日—1947年5月16日），英國生物化學家，在1929年與克里斯蒂安·艾克曼因為發現了多種維生素，而獲得諾貝爾醫學獎。此外他也在1901年發現了色胺酸（主要胺基酸之一）。

## 生平
霍普金斯在1914年创立了剑桥大学生物化学系。1920年，在威廉·邓恩爵士的资金支持下剑桥大学建立了生物化学学院和实验室。1924年学院正式建成时, 霍普金斯即任第一任威廉.邓恩爵士讲座教授.霍普金斯专注于食物辅助因子（后来被称作维生素）的研究，并引领了学院的研究方向。他還發現肌肉收縮會積聚乳酸。
霍普金斯的众多贡献的其中一项为发现了谷胱甘肽并研究了其性质，他验证了谷胱甘肽的氧化还原可逆反应与GSH和GSSG分子中的二硫键相关。另一项重要的工作是他在1912年发现了维生素，该工作是在实验条件不大完善的条件下完成的，因为该项研究，霍普金斯与艾克曼共同获得1929年诺贝尔生理学或医学奖。
霍普金斯1925年接受英国國王喬治五世封爵，1930年被选为英国皇家学会会长。1947年去世。英国生物化学学会与1958年以他的名字命名设立了霍普金斯奖章。